# Lista de batalhas
Esta é uma lista de artigos sobre batalhas, organizados cronologicamente.

## Antiguidade

### Século XV a.C.
- 1.ª metade do século XV a.C. 16 de abril — Batalha de Megido, considerada a batalha mais antiga já registrada por evidências arqueológicas.[1]

### Século I a.C.
- 490 a.C.—vitória ateniense sobre os persas na Batalha de Maratona
- 331 a.C.1 de outubro — Batalha de Gaugamela, resultou na vitória da Macedónia de Alexandre, o Grande, que ganha Babilônia e metade da Pérsia.[2]
- 202 a.C.,19 de outubro — vitória decisiva do romanos sobre os cartagineses na Batalha de Zama
- 31 a.C., 2 de setembro —  Batalha de Áccio, vitória decisiva de Octaviano, derrotando Marco António e Cleópatra numa batalha naval perto da Grécia.[3]
- 9 d.C. 9 de setembro — Batalha da Floresta de Teutoburgo, donde resultou a vitória das tribos germânicas contra os romanos.[4]
- 251 d.C. julho ou agosto — Batalha de Abrito, entre o Império Romano e os Godos, no processo de Romanização
- 312 d.C. 28 de outubro — Constantino I confronta-se com Magêncio na Batalha de Ponte Mílvio[5]
- 451 d.C., 20 de junho — O Império Romano alia-se aos Francos, Burgúndios e Alanos na Batalha dos Campos Cataláunicos contra os Hunos;[6]

## Idade Média

### Século V até VII
- 456 d.C — Batalha de Órbigo, batalha entre Suevos e Visigodos às margens do rio Órbigo, concluindo com a derrota dos primeiros.
- 507 d.C. — Batalha de Vouillé, confrontando os Francos contra os Visigodos.
- 624 d.C. 17 de março — Batalha de Badr, primeira grande batalha dos muçulmanos comandados por Maomé contra um exército de Meca.[7]
- 638 d.C. 15 a 20 de agosto— Batalha do Jarmuque, vitória árabe sobre os exércitos bizantinos na Palestina.[8]
- 642 d.C. — Batalha de Nemavande, vitória árabe sobre os exércitos sassânidas.

### Século VIII
- 711 d.C., 31 de Julho — A Batalha de Guadalete, entre mouros e visigodos, viria a marcar o início da invasão árabe da Península Ibérica
- 722 d.C. — Pelágio das Astúrias vence, na Batalha de Covadonga, os mouros, iniciando a época da Reconquista cristã
- 751 d.C. maio a setembro— Batalha do Talas - vitória de um exército árabe sobre um exército chinês na Ásia Central.[9]

### Século XI
- 1066, 25 de Setembro — Batalha de Stamford Bridge viria a assinalar o início da decadência da Era Viquingue.
- 1066, 14 de Outubro — Batalha de Hastings, Guilherme II, Duque da Normandia derrota o exército inglês de Haroldo Godwinson dando início à dinastia Normanda
- 1071 18 de janeiro — Tendo o conde de Portucale, Nuno Mendes, perdido a Batalha de Pedroso, o Condado Portucalense seria anexado ao reino da Galiza.[10]
- 1071, 26 de Agosto — Um exército turco seldjúcida sob a liderança de Alparslano derrota o Império Bizantino na Batalha de Manzicerta. Como consequência grande parte da Ásia Menor passa para o controle turco.
- 1086, 23 de outubro —Os cristãos espanhóis vencem os muçulmanos na Batalha de Zalaca na Península Ibérica.[11]

### Século XII
- 1102 — O conde D. Henrique vence a Batalha de Arouca contra os mouros durante a Reconquista cristã
- 1128, Julho — No seguimento da vitória de D. Afonso Henriques na Batalha de São Mamede contra a sua mãe, ficaria este dono e senhor de todo o Condado Portucalense.
- 1139  — D. Afonso Henriques defronta os mouros na Batalha de Ourique, cujo sucesso o impulsionou a auto-proclamar-se Rei de Portugal.
- 1195 , 18 de julho — Batalha de Alarcos, o Califado Almóada derrota o Reino de Castela.[12]

### Século XIII
- 1212 , 16 de Julho — Os reis ibéricos uniram-se na Batalha de Navas de Tolosa, uma das várias da Reconquista cristã.[13]
- 1214 — Após um longo cerco, os mongóis, sob a liderança de Genghis Khan, vencem a Batalha de Beijing, conquistando a cidade em seus domínios.
- 1223 , 31 de maio — Uma divisão do exército mongol liderada pelos generais Subedei e Jebe vencem os exércitos dos principados russos na Batalha do rio Kalka.[14]
- 1238 — O exército mongol de Batu Khan derrota os exércitos do principado de Vladimir-Suzdal, comandados pelo rei Jorge II, na Batalha do rio Sit.
- 1241 , 9 de abril — Vitória mongol sobre exércitos poloneses e alemães na Batalha de Legnica, no sudoeste da Polônia.[15]
- 1241 — Vitória mongol sobre os exércitos húngaros na Batalha de Mohi.
- 1243 — Vitória mongol sobre os exércitos seldjúcidas na Batalha de Kose Dag.
- 1260 , 3 de setembro — Os mamelucos derrotam os mongóis, liderados por Hulagu e Qitbuqa, na Batalha de Ain Jalut, na Palestina.[16]

### Século XIV
- 1323 — Na Batalha de Alvalade, interrompida pela Rainha Santa Isabel, defrontavam-se D. Dinis contra seu filho, D. Afonso IV
- 1340, 30 de Outubro — atribuída ao processo de Reconquista cristã, os reis de Castela e Portugal uniram-se na Batalha do Salado contra os mouros.
- 1380 , 8 de setembro — Vitória russa sob a liderança do Principado de Moscou sobre os mongóis na Batalha de Culicovo.[17]
- 1384, 6 de Abril — Batalha dos Atoleiros, Nuno Álvares Pereira derrota uma expedição punitiva de João I de Castela
- 1385, 14 de Agosto — Batalha de Aljubarrota, João I de Portugal derrota Castela, assegurando a independência e o início da dinastia de Avis
- 1385, Outubro — Durante a Crise de 1383-1385, Portugal confronta-se com Espanha na Batalha de Valverde
- 1395 — Tamerlão derrota Toquetamis na Batalha do rio Tereque.
- 1396 , 25 de setembro — Os otomanos derrotam uma cruzada franco-húngara na Batalha de Nicópolis.[18]
- 1399 — Vitória tártara sobre a Lituânia na Batalha do rio Vorskla.

### Século XV
- 1415, 25 de outubro — batalha de Azincourt.[19]
- 1430, maio — batalha de Compiègne na guerra dos cem anos.
- 1444, 10 de Novembro — forças polonesas e húngaras são derrotadas pelos turcos-otomanos na Batalha de Varna.
- 1449, 20 de Maio — infante D. Pedro revolta-se contra D. Afonso V na Batalha de Alfarrobeira na tentativa de retirá-lo do trono
- 1461, 29 de março - Batalha de Towton, É a maior e mais sangrenta batalha a ter tido lugar em solo inglês e o dia mais sangrento de toda a história da Inglaterra. Essa batalha integrou a Guerra das Rosas.
- 1480 — Batalha do rio Ugra, travada entre russos e mongóis. Com a vitória nesta batalha os russos finalmente, após 240 anos, se livram do jugo tártaro-mongol.
- 1485 , 22 de agosto — Batalha de Bosworth, da Guerra das Rosas, confrontando a Casa de Iorque e a Casa de Lencastre.[20]

## Idade Moderna

### Século XVI
- 1509, 3 de Fevereiro — Na Batalha de Chaul, vence a armada do Sultanato Mameluco do Cairo.
- 1526, 29 de Agosto — vitória do Império Turco-Otomano sobre o reino da Hungria na batalha de Mohács.
- 1571, 7 de Outubro — Batalha de Lepanto.
- 1578, 24 de Agosto — Batalha de Alcácer-Quibir contra os mouros, donde resulta o desaparecimento de D. Sebastião
- 1580 — Defrontam-se os castelhanos contra Portugal na Batalha de Alcântara

### Século XVII
- 1632 — Gustavo Adolfo derrota Albrecht von Wallenstein na Batalha de Lucena.
- 1644 — Em plena Guerra da Restauração, os portugueses vencem os espanhóis na'Batalha do Montijo
- 1648, 19 de Abril — Primeira Batalha dos Guararapes no seguimento da Insurreição Pernambucana
- 1649, 19 de Fevereiro — Segunda Batalha dos Guararapes
- 1652, 29 de Maio — A Batalha de Goodwin Sands dá início a Primeira Guerra Anglo-Holandesa
- 1652, 26 de Agosto — Os Holandeses vencem os Ingleses na Batalha de Plymouth na Primeira Guerra Anglo-Holandesa
- 1652, 6 de Setembro — Vitória Holandesa na Batalha de Elba na Primeira Guerra Anglo-Holandesa
- 1652, 8 de Outubro — Vitória Inglesa na Batalha de Kentish Knock na Primeira Guerra Anglo-Holandesa
- 1652, 10 de Dezembro — Vitória Holandesa na Batalha de Dungeness na Primeira Guerra Anglo-Holandesa
- 1653, 18 a 20 de Fevereiro — Empate de forças na Batalha de Portland na Primeira Guerra Anglo-Holandesa
- 1653, 14 de Março — Vitória Holandesa na Batalha de Leghorn na Primeira Guerra Anglo-Holandesa
- 1653, 13 de Junho — Vitória Inglesa na Batalha de Gabbard na Primeira Guerra Anglo-Holandesa
- 1653, 8 a 10 de Agosto — Novo empate entre as frotas na Batalha de Scheveningen na última batalha da Primeira Guerra Anglo-Holandesa
- 1659, — Nova batalha da Guerra da Restauração, a Batalha das Linhas de Elvas, em que Portugal vence Espanha
- 1663, 6 de Junho — Em plena Guerra da Restauração, confrontam-se Portugal e Espanha na Batalha do Ameixial
- 1663 (?) — Batalha de Castelo Rodrigo, entre Portugal e Espanha, durante a Guerra da Restauração
- 1665, 13 de Junho — Começa a Segunda Guerra Anglo-Holandesa com a Batalha de Lowestoft
- 1665, 17 de Junho — Os portugueses vencem os espanhóis na Batalha de Montes Claros, durante a Guerra da Restauração
- 1665, 2 de Agosto — A Inglaterra ataca navios mercantes holandeses na Batalha de Vågen
- 1666, 11 a 14 de Junho — Inglaterra e República Holandesa se enfrentam na Batalha de Quatro Dias, considerada a mais longa da história naval à vela.
- 1666, 4 de Agosto — Comandando a frota inglesa, Ruperto do Reno derrota o almirante Michiel de Ruyter na Batalha do Dia de Santiago Maior.
- 1666, 19 de Agosto — Uma incursão militar inglesa ao estuário de Vliestroom destrói 130 navios holandeses na Batalha conhecida como Fogueira de Holmes
- 1667, 9 de Junho — Os holandeses realizam uma incursão em território inglês e aplicam a pior derrota naval da Inglaterra, na Batalha de Medway.

### Século XVIII
- 1704, 13 de Agosto — Durante a Guerra da Sucessão Espanhola, a Áustria e Inglaterra derrotam a França e a Bavária na Batalha de Blenheim

- 1717, 19 de Julho — A armada Cristã vence os Turcos na Batalha de Matapão
- 1757, 6 de maio — A Prússia vence a Áustria na Batalha de Praga

### Século XIX
- 1805, 21 de Outubro — Na Guerra da Terceira Coalizão, a Inglaterra vence os Franco-Espanhóis na Batalha de Trafalgar
- 1805, 2 de Dezembro — Vitória dos franceses na Batalha de Austerlitz durante as Guerras Napoleónicas
- 1808, 20 de Agosto — Na Batalha do Vimeiro, confrontam-se as tropas anglo-portuguesas contra o General Junot, da França.
- 1812 — Napoleão é vencido pela Rússia na Batalha de Borodino.
- 1834, 18 de Fevereiro — Uma vitória dos absolutistas de na Batalha de Almoster, durante as Guerras liberais
- 1834, 16 de Maio — Vitória dos liberais na Batalha de Asseiceira em Portugal, durante as guerras liberais.
- 1859, 21 de Junho — Batalha de Solferino, um combate decisivo da Segunda Guerra de Independência Italiana.
- 1865, 11 de Junho — Batalha do Riachuelo, é considerada pelos historiadores militares como uma das mais importantes batalhas da Guerra do Paraguai (1864-1870).

## Idade Contemporânea

### Século XX
1918
- 9 de Abril — dá-se a Batalha do Lys, na região da Flandres, no qual o resultado foi a derrota do Corpo Expedicionário Português.

1941
- 7 de Dezembro — Segunda Guerra Mundial: os japoneses lançam o Ataque a Pearl Harbor

1942
- 18 de Abril — O Ataque Doolittle foi uma das batalhas da Segunda Guerra Mundial onde o Japão foi derrotado contra os Estados Unidos
- 4 de Junho — Segunda Guerra Mundial: Batalha de Midway
- 28 de Junho até 2 de Fevereiro de 1943 — A URSS derrota a coligação nazi (Alemanha, Roménia, Hungria, Itália) na Batalha de Stalingrado
- 7 de Agosto até fevereiro de 1943 A Batalha de Guadalcanal, ou Campanha de Guadalcanal, foi uma batalha terrestre e aeronaval A batalha foi a primeira grande ofensiva realizada pelos Aliados na Guerra do Pacífico após o ataque a Pearl Harbor e à Batalha de Midway

1943
- 4 de Julho até 22 de Julho — Segunda Guerra Mundial: Batalha de Kursk

1944
- 6 de Junho até 22 de Agosto — Segunda Guerra Mundial: Batalha da Normandia

1945
- 16 de Fevereiro até 26 de Março de 1945 — Segunda Guerra Mundial: Batalha de Iwo Jima
- 1 de Abril até 21 de Junho — Segunda Guerra Mundial: Batalha de Okinawa
- 7 de Abril — Segunda Guerra Mundial: inicia-se a Operação Ten-Go nos mares do Pacífico, entre os Estados Unidos e o Japão